# Физическая величина (физика)
Физи́ческая величина́  — одно из важнейших понятий в научно-технической терминологии. Основным требованием, предъявляемым к терминам и определениям, является точность и однозначность определяемого понятия, так как от того, что́ именно подразумевается под физической величиной, будет в дальнейшем зависеть смысл и понимание изложенного. Однако в научно-технической литературе пока нет единой трактовки этого понятия. В разных источниках даются многочисленные определения физической величины. Рассмотрим в качестве примера ряд контекстов.
1.Физическая величина, особенность, свойство, общее в качественном отношении многим физическим объектам (физическим системам, их состояниями и т. д.), но в количественном отношении индивидуальное для каждого объекта 
2.Физическая величина ─ измеряемое качество, признак или свойство материального объекта или явления, общее в качественном отношении для материальных объектов или процессов, явлений, но в количественном отношении индивидуальное для каждого из них 
3.Физическая величина, ─ характеристика физических объектов или явлений материального мира, общая для множества объектов и явлений в качественном отношении, но индивидуальная в количественном отношении для каждого из них. 
4.Физическая величина (в отличие от математической) ─ характеристика одного из свойств объекта (физической системы, явления или процесса), общая в качественном отношении многим физическим объектам, но в количественном отношении индивидуальная для каждого объекта. 
5. Физические величины ─ измеримые свойства или характеристики физических тел, состояний или процессов, поддающихся количественной оценке и используемые для описания явлений природы с помощью математических уравнений. 
Из приведённых контекстов следует, что первые два определения физической величины несовместимы с третьим и четвёртым, а в пятом контексте отождествляются различные понятия: свойство и характеристика.
Здесь возникает вопрос, что́ следует понимать под физической величиной: само свойство реального физического объекта (контексты 1 и 2) или абстракцию (мысленную модель) в виде словесного, графического и т. п. описания (характеристики) этого свойства (контексты 3 и 4).
Иными словами, в определениях понятия физическая величина налицо так называемая категориальная неоднозначность.
В физике и других естественных науках наиболее часто приходится иметь дело со следующими категориями:
- предметы (объекты) из мира вещей ─ вещи (тела и материальные поля), явления (процессы), свойства;

- предметы (объекты) из мира идей ─ мысленные модели, характеристики свойств, теории, математические уравнения, и т. п.;

Сущность процесса познания состоит в формировании мира идей, наиболее точно отражающего мир вещей.  Проанализируем контексты с точки зрения принадлежности понятия физическая величина к указанным выше категориям. В первом и втором контекстах под физической величиной понимается объективное свойство материи (объект из мира вещей), существующее реально, вне нашего сознания. Оно может взаимодействовать с другими телами (сила), передаваться (энергия), распространяться (теплопередача, диффузия), растворяться, измеряться, например: инертность ─ гирей, давление ─ манометром, температура ─ термометром; превращаться, энергия в работу и т. п. В третьем и четвёртом контекстах под физической величиной уже понимается не само свойство, изучаемого объекта, а его характеристика (объект из мира идей), которая не является реальностью, и поэтому не может измеряться и храниться в измерительном приборе в качестве единицы измерения, подвергаться физическому или химическому воздействию. Например, масса не может висеть на верёвке или давить на опору, объём ─ перемещаться (по трубе) и т. п.  В пятом контексте под физической величиной понимается как само свойство объекта, так и его характеристика.
Анализируя приведённые выше, а также другие многочисленные примеры можно прийти к выводу, что физическая величина обладает категориальной многозначностью, так как в одних случаях она означает само свойство реального объекта, процесса, явления, а в других ─ его количественную (числовую) характеристику. Очевидно, что само свойство (вещь) и его количественная характеристика ─ физическая величина ─ не одно и то же, как не одно и то же  кофе─ напиток и кофе— слово, обозначающее название кафетерия или надпись на упаковке. На недопустимость смешения вещей и физических величин давно обращал внимание Р. В. Поль: Во всех физических сущностях надо чётко отличать гирю, то есть кусок металла, от веса, то есть силы. Приходится указать на неискоренимое, по-видимому, употребление слова масса вместо тело. Снова и снова, например, мы находим в учебниках подвешенную на бечёвке массу вместо подвешенного тела.  

## Определение понятия физическая величина
В чём состоит причина категориальной неоднозначности понятия физическая величина? Ответ на этот вопрос тесно связан с историей измерений. Количественную характеристику свойств физических тел (физических свойств) получают путём измерений, в результате которых получают числа, над которыми можно производить определённые математические действия.
Исторически сложилось так, что эти числа получили те же наименования, что и измеряемое свойство. Чтобы подчеркнуть, что было взято в качестве единичной меры при получении каждого числа, каждой единичной порции свойства стали присваивать наименование, которое зачастую совпадало с наименованием самого тела, хранящего единичную порцию измеряемого свойства (фут, дюйм, локоть и т. п.) В результате таких измерений стали получать именованные числа ─ физические величины. Поскольку в состав физической величины входит чистое число ─ продукт человеческого ума (предмет из мира идей), то и саму физическую величину следует отнести к предмету из мира идей. С учётом вышеприведённого следует определение:
Физическая величина есть наиболее общее понятие (категория), служащее для количественного выражения свойств тел, явлений или процессов и для описания явлений природы с помощью математических уравнений, 
иными словами:
Физическая величина есть количественная характеристика одного из свойств физического объекта, системы, явления или процесса). 
Это определение вполне удовлетворяет современным требованиям точности и категорийной однозначности.
(Следует отметить, что в литературе по метрологии и в прежних стандартах, в силу исторических причин, было принято иное (устаревшее) определение термина физическая величина, противоречащее вышеприведённому, например, Гост 16263-70.  Однако, согласно действующей в РФ и ещё в пяти странах СНГ рекомендации по межгосударственной стандартизации РМГ 29-2013, термин физическая величина удалён и заменён термином величина в том же (устаревшем) значении. 

## Следствия, вытекающие из принятого определения понятия физическая величина
Физическая величина — это не свойство объекта, а его численная характеристика, результат измерения (именованное число) —   предмет из мира идей. Отсюда следует, что её невозможно измерять, точно также как невозможно измерять вес какого - либо объекта по его фотографии или словесному описанию.
Поэтому следует заменить устоявшееся в метрологии словосочетание измерение физических величин на измерение физических свойств.
В словосочетании энергия ─ мера движения энергия имеет смысл физической величины так как нельзя указать конкретную порцию движения, обозначаемую словом энергия. Поскольку физическая величина не является объективной реальностью, то она не может быть ни порцией свойства, ни телом, хранящим эту порцию. Следовательно, под мерой здесь следует уже понимать не объективную реальность (порцию измеряемого свойства или эталон, хранящий эту порцию), а количественную (числовую) характеристику измеряемого свойства (здесь движения). Поскольку мера является многозначным термином, то чтобы подчеркнуть, что под термином энергия понимается физическая величина (а не само движение), приведённое выше словосочетание следует уточнить так: энергия ─ это количественная характеристика движения. Аналогично: масса — это не мера инертности, количественная характеристика инертности тела.

## Историческая справка
Современная научно - техническая терминология создавалась и совершенствовалась в течение столетий. В связи с развитием науки многие научные теории, устаревали, заменялись новыми, а вместе с ними менялись термины и определения, либо в старые понятия вкладывался новый смысл. В то же время в смежных науках и даже в разных разделах одной и той же науки эти же термины продолжали употребляться в прежних значениях. Например, в термин теплота, в зависимости от принятой теории теплоты, вкладывался и до сих пор продолжает вкладываться совершенно различный смысл. В теплородной терии теплота — это невесомый флюид ─ теплород, в механической теории тепла ─ форма (вид) движения мельчайших частиц вещества, в молекулярно-кинетической теории ─  микрофизическая форма передачи энергии от одного тела к другому и т. д. и т. п. Нет более неоднозначного понятия в физике и термодинамике, чем теплота или тепло. Не отличается однозначностью, как было показано выше, и термин физическая величина. Чтобы понять устойчивость словосочетаний измерение физических величин (например, мощности), энергия ─ мера движения, масса ─ мера инертности, в которых физические величины выступают в качестве объективной реальности, необходимо обратиться к истории возникновения мер. Первоначально в качестве мер использовались части человеческого тела (реальные вещи), которые назывались единицами измерения, например, ступня ноги ─ фут, толщина большого пальца руки ─ дюйм, длина предплечья ─ локоть и т. д. Сам процесс измерения, например толщины доски, заключался в прикладывании большого пальца руки к доске; количество материи (ткани) определялось путём наматывания её на предплечье; количество овса определялось порцией овса в сосуде определённого размера, который назывался мера, путём определения (измерения) числа таких порций ─ мер в данной куче овса. Следовательно, измерялись сами вещи (доски, материя, овёс и т. п.) или, точнее, их свойства (протяжённость, инертность, упругость, твёрдость и т. д.) с помощью самих же вещей (пальца, локтя, меры овса, гири и т. п., содержащих порцию (меру) измеряемых свойств. Такое опытное сравнение свойств предметов и явлений с мерами (порциями) этих свойств для получения количественных оценок и будет называться измерением.
Таким образом в метрологии сам процесс измерения (на начальной стадии) привёл к категориальной неоднозначности понятия физическая величина.